# Pablo Torres Arias
Pablo Torres Arias (Madrid, 10 de noviembre de 2005) es un ciclista español que compite en ciclismo en ruta en el equipo UAE Team Emirates XRG.

## Carrera deportiva
Pablo Torres comenzó su carrera como ciclista en equipos amateur de la Comunidad de Madrid, donde empezó a correr en la Unión Ciclista Coslada, pasando posteriormente a ser parte del Sanse-Rotor, equipo de la ciudad de San Sebastián de los Reyes en 2022. Previamente, en 2021, intentó unirse a las filas del EOLO-Kometa de Alberto Contador, pero sin éxito.
En 2024 fichó por el UAE Team Emirates XRG, corriendo para el equipo junior en este primer año.
Ese año logra brillar en el Tour del Porvenir, donde termina 2.º en la clasificación general, tras una ascensión portentosa en la última etapa al Colle delle Finestre, logrando ganar la etapa, quedándose a sólo 12 segundos de ganar la general que se llevó el británico Joseph Blackmore. También brilló en el Giro Next Gen, donde terminó segundo en la general, por detrás del belga Jarno Widar y por delante del también español Pau Martí.
Tras sus grandes resultados en 2024, en 2025 fue promovido a la primera plantilla del UAE Team Emirates XRG, haciendo su debut en el UCI WorldTour a principios de año con la disputa del Tour Down Under en tierras australianas.

## Palmarés
2024
- 1 etapa del Giro del Valle de Aosta
- 2 etapas del Tour del Porvenir